# 咲田
咲田（さくた）は、福島県郡山市に所在する町丁である。郵便番号は963-8012。

## 地理
郡山市役所本庁所管地域である市街中心部に属する。北で若葉町、東で赤木町、南東角で清水台、南で神明町、西で桃見台、北西で西ノ内とそれぞれ隣接する。JR郡山駅西口市街地北部であり、住居表示が実施されている。うねめ通り南側沿線に位置し、住宅地が広がる。一級市道34号麓山一丁目久保田線を境に西側に一丁目、東側に二丁目が設置されている。長者に所在する郡山警察署長者交番、および堂前町に所在する郡山消防署本署がそれぞれ管轄にあたる。

## 世帯数と人口
2024年1月1日現在の世帯数と人口は以下の通りである。
| 町丁 | 世帯数  | 人口    |
| ---- | ------- | ------- |
| 咲田 | 964世帯 | 1,817人 |

## 小・中学校の学区
市立小・中学校に通う場合、学区は以下の通りとなる。
| 番地          | 小学校               | 中学校                 |
| ------------- | -------------------- | ---------------------- |
| 一丁目        | 郡山市立桃見台小学校 | 郡山市立郡山第五中学校 |
| 二丁目1・2番  | 郡山市立芳山小学校   | 郡山市立郡山第二中学校 |
| 二丁目3～25番 | 郡山市立赤木小学校   | 郡山市立郡山第二中学校 |

## 交通

### 道路
- 一級市道34号麓山一丁目久保田線
- 一級市道35号若葉桑野線（うねめ通り）

## 施設等
- シミズストア 咲田店
- セブンイレブン 郡山咲田二丁目店
- トレジャーファクトリー 郡山うねめ通り店
- 十割そば会 郡山本店
- 法現寺
- 如法寺 咲田僧院
- 天理教 丸守分教会
- 咲田公園